# Ilex densifolia
Ilex densifolia är en järneksväxtart som beskrevs av Friedrich Anton Wilhelm Miquel. Ilex densifolia ingår i släktet järnekar, och familjen järneksväxter. Inga underarter finns listade i Catalogue of Life.